# Richard Coogan
Pour les articles homonymes, voir Coogan.
Richard  P. Coogan, né le 4 avril 1914 à Madison dans le New Jersey et mort le 12 mars 2014 (à 99 ans) à Los Angeles en Californie, est un acteur américain, essentiellement connu pour avoir tenu le rôle de Capitaine Video dans la série de science-fiction Captaine Video et ses Video Rangers, de 1949 à 1950.

## Biographie
Richard Coogan débute comme présentateur de nouvelles à la radio avant de monter sur les planches en 1945 à Broadway, dans la comédie Alice in Arms. Il joue aux côtés de Kirk Douglas dans Spring Again et de Geraldine Page dans The Rainmaker.
Il est célèbre pour avoir incarné le personnage de Capitaine Video dans Capitaine Video et ses Video Rangers. Cette série télévisée populaire de science-fiction fut diffusée de 1949 à 1954 sur le petit écran. Richard Coogan ne tient toutefois ce rôle qu'un an, lorsque pour des raisons budgétaires, il est remplacé par Al Hodge dès 1950.
Richard apparaît ensuite dans le feuilleton Love Of Life, puis dans d'autres séries télévisées comme Gunsmoke, Bonanza, Maverick et Perry Mason. Il tient le rôle récurrent du Marshall Matthew Wayne dans la série western The Californians, de 1958 à 1959. Au cinéma, il est crédité dans les films Girl on the Run (1953) et Three Hours to Kill (1954). Il met fin à sa carrière d'acteur dans les années 1960 et se consacre à la pratique du golf, devenant golfeur professionnel.
En 2010, alors âgé de 96 ans, il enseigne le golf aux enfants et gère une compétition annuelle visant à collecter des fonds pour un centre d'enfants.
Il meurt le 12 mars 2014 à Los Angeles, à l'âge de 99 ans.

## Filmographie

### Cinéma
- 1953 : Girl on the Run d'Arthur J. Beckhard et Joseph Lee : Bill Martin
- 1954 : Trois Heures pour tuer (Three Hours to Kill) d'Alfred L. Werker : Niles Hendricks
- 1956 : Bungalow pour femmes (The Revolt of Mamie Stover) de Raoul Walsh : Capitaine Eldon Sumac
- 1960 : Vice Raid d'Edward L. Cahn : Whitey Brandon

### Télévision
- 1945 : The Front Page (téléfilm)
- 1949 : Captain Video and His Video Rangers (série télévisée) : Capitaine Video
- 1949 - 1951 : The Philco Television Playhouse (série télévisée) : (épisodes Come Alive et Dinner at Antoine's)
- 1949 - 1951 : Suspense (série télévisée) : enquêteur Westcott
- 1951 : Robert Montgomery Presents (série télévisée) : (épisode Dark Victory)
- 1951 : Love of Life (série télévisée) : Paul Raven (aka Matt Corby)
- 1953 : Eye Witness (série télévisée) : (épisode The Green Glass)
- 1954 : The Mask (série télévisée) :  (épisode The Gambler)
- 1957 : Harbormaster (série télévisée) : Harry Wilson (épisode Invisible Island)
- 1958 - 1959 : The Californians (série télévisée) : Marshal Matthew Wayne (51 épisodes)
- 1959 : Wichita Town (série télévisée) : Rev. Nichols (épisode The Devil's Choice)
- 1960 : Bronco (série télévisée) : Cole Younger (épisode Shadow of Jesse James)
- 1960 : Sugarfoot (série télévisée) : Judd Mallory (épisode  Wolf Pack)
- 1960: 77 Sunset Strip (série télévisée) : Doug Walters (épisode Safari)
- 1960 : Cheyenne (série télévisée) : Sheriff Charley Emmett (épisode Alibi for the Scalped Man)
- 1960 : Maverick (série télévisée) : Hank Lawson (épisode Thunder from the North)
- 1960 : Stagecoach West (série télévisée) : Major Leslie St. Clair (épisode A Time to Run)
- 1960 : The Clear Horizon (série télévisée) : Mitchell Corbin
- 1960 - 1963 : Laramie (série télévisée) : 6 épisodes
- 1961 : Letter to Loretta (série télévisée) : Henry Roberts (épisode This Subtle Danger)
- 1961 : Bonanza (série télévisée) : Jake Moss (épisode The Rescue)
- 1961 : Surfside 6 (série télévisée) : Eddie Regis (épisode An Overdose of Justice)
- 1962 : Outlaws (série télévisée) : Slater (épisode Ride the Man Down)
- 1963 : Perry Mason (série télévisée) : Sgt. Gifford (épisode The Case of the Shoplifter's Shoe)
- 1963 : Gunsmoke (série télévisée) : Luke Ryan (épisode Lover Boy)